# Vindomora
Vindomora byla starověká římská pomocná pevnost na silnici Dere Street v provincii Britannia Inferior. Její ruiny, známé jako Ebchesterská římská pevnost, se nacházejí ve vesnici Ebchester v anglickém hrabství Durham na sever od města Consett a 19 km na západojihozápad od města Newcastle upon Tyne.

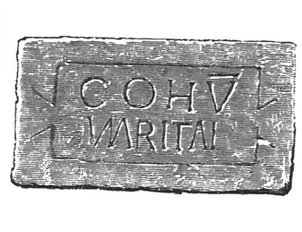
Kámen s nápisem páté kohorty, centurie Martialis, nález z Ebchesteru

## Poloha
Vindomora leží mezi pevnostmi Corstopitum (Coria, Corbridge) a Bywell na severozápadosever a Longovicium (Lanchester) směrem na jih. Nachází se na Dere Street, frekventované římské silnici, která spojovala Eboracum (York) s Hadriánovým valem a jeho okolím. Díky své poloze pevnost chránila také řeku Derwent. Je přibližně 21 km na jih od Hadriánova valu, na úpatí dlouhého svahu obráceného k severu, při kraji ještě prudšího klesání, pod nímž se táhne nízko položené zelené údolí řeky Derwent. 

## Název
Jméno Vindomora si vykládali jako latinské, ale je britské, s první částí windo- (vindo-) “spravedlivý/bílý”, s možnou variantou māra “velký”, která je také pankeltská. Když Římané zemi opustili, pevnost dostala název, který v současnosti nese, tedy „Upchester“, „Tábor na výšině“. Silnice, která Ebchesterem prochází, se jmenuje "Vindomora road“.

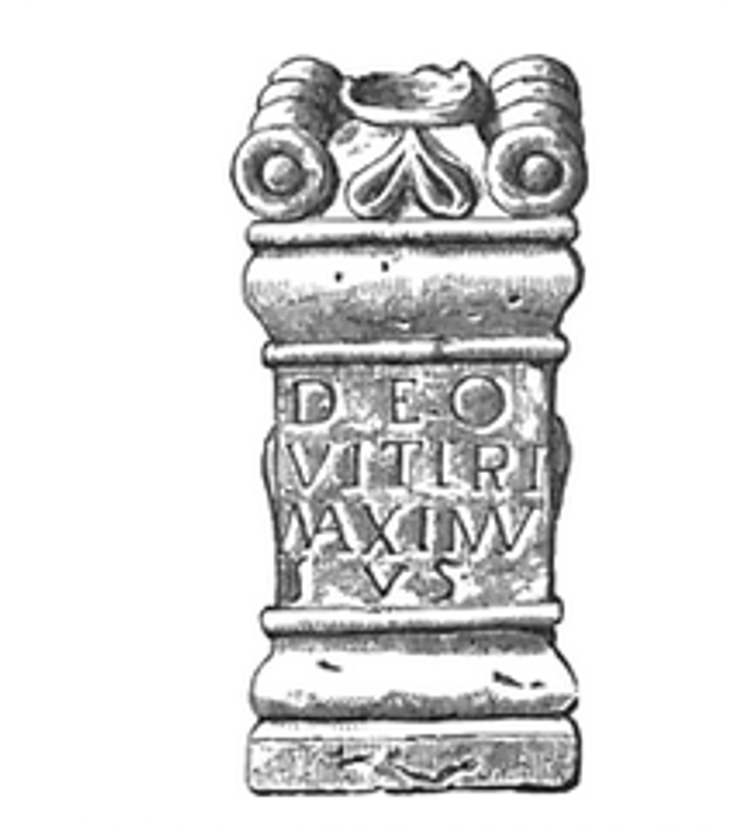
Pískovcový oltář boha Vitiris Maximus v Ebchesteru, nyní v Muzeu archeologie v Durhamu

 Pevnost je zmíněna pouze v Antoninově itineráři, ne v Notitia Dignitatum.

## Starověké silnice

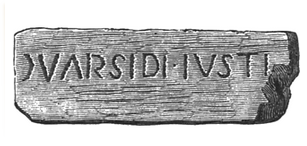
Římský nápis na budově zhotovený neznámou pátou kohortou, nalezen před 1787 v Ebchesteru

Z pevnosti Vindomora pravděpodobně vedla silnice do římské pevnosti Washing Wells (Whickham, hrabství Tyne and Wear), ale zatím nebyla objevena. Raymond Selkirk došel k závěru, že Dere Street pokračovala do Bywellu, a nevedla jen do pevnosti Corstopitum (Corbridge), jak se dříve myslelo. 
Další silnice mířila na severozápad do Whittonstallu a pak buď do Corbridge (o této silnici se dříve předpokládalo, že je to Dere Street), nebo do Hexhamu (kde pravděpodobně stála pevnost). Jiné nálezy z blízkosti města Chester-le-Street naznačují, že tyto dvě pevnosti spojovala silnice s mostem přes Cong Burn.

## Lokalita v současné době

### Nálezy
Z pevnosti lze vidět jen málo, protože město Ebchester bylo postaveno přímo na ní, na rozdíl od mnoha jiných římských měst v Británii, která se obvykle nacházejí o něco dále od starověkých pevností a sídlišť. V Ebchesteru římské hradby, oltáře a zbytky všeho druhu vytvářejí jedinečnou směsici se zahradami, chalupami, silnicemi a kostelem sv. Ebba. Bezprostředně po odchodu Římanů se do této oblasti znovu rozšířily lesy.
Části hradeb lze vidět poblíž pošty, stejně jako některé vykopané ruiny. Když se na tom místě nedávno stavělo, bylo nalezeno několik legionářských stavebních kamenů a malých oltářů, což archeologům umožnilo zjistit, které jednotky v pevnosti sídlily. 

### Bohové, oltáře
Bohové uctívaní v pomocných pevnostech tvořili typickou směs klasických římských a germánských/keltských bohů. Dva oltáře nesou jméno starodávného germánského boha předků Vitirise a jeden oltář byl génia loci. Byla uctívána i římská válečná božstva Mars a Minerva.  
Vernostonus Cocidius byl očividně spojením dvou germánských válečných bohů. 

## Posádka

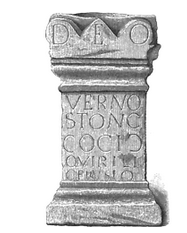
Cocidiův oltář z Ebchesteru. Němec Virilis ho věnoval bohu zvanému Vernostonus Cocidius; nalezen v roce 1784 na levém břehu řeky Derwent

Nalezené kameny ukazují, že pevnost postavila pátá kohorta, ale nenesou název příslušné legie. To však nelze brát jako důkaz, že tam tato kohorta sídlila, protože všechny římské pomocné pevnosti budovali velmi dobře vycvičení legionáři, ne vojáci pomocných oddílů, kteří tam potom sloužili. Kameny také uvádějí jména centurionů zodpovědných za stavební práce a pozdější opravy prováděné pomocnými oddíly v době skotských kampaní císaře Severa. 
První jednotkou, o jejíž přítomnosti v Ebchesteru existuje důkaz, je Cohors Quartae Breucorum Antoninianae (čtvrtá kohorta Breuci: Antoninova vlastní), a to díky nápisu na oltáři z počátku 3. století. Jednalo se o pěší pluk s maximálně 500 muži, i když jejich počet obvykle kolísal kolem 460 nebo i menšího počtu. Tato pomocná jednotka byla původně tvořena rekruty z kmene Breuci z Pannonia Inferior, z údolí Bosny v severovýchodní Bosně a Hercegovině. Pravděpodobně byla i ve vesnici Lavatris (Bowes v hrabství Durham), ale nápis je příliš poškozen, aby se dal spolehlivě přečíst.